# Auberchicourt
Auberchicourt är en kommun i departementet Nord i regionen Hauts-de-France i norra Frankrike. Kommunen ligger i kantonen Douai-Sud som tillhör arrondissementet Douai. År 2022 hade Auberchicourt 4 626 invånare.

## Befolkningsutveckling
Antalet invånare i kommunen Auberchicourt
| Referens: INSEE |